# Bordeaux (vindistrikt)
 For alternative betydninger, se Bordeaux (flertydig). (Se også artikler, som begynder med Bordeaux)
Bordeaux er et vindistrikt i Frankrig, hvor der årligt produceres 700 millioner flasker vin heraf 80% rødvin.
Karakteristisk for rødvine fra Bordeaux er deres mørke røde farve: bordeaux.
I slutningen af 1800-tallet blev Bordeaux ramt af vinlus også kendt som vinpest, som åd vinstokkenes rødder og næsten stoppede vinproduktionen i distriktet, da næsten alle vingårde blev ødelagte. Først efter 1. verdenskrig begyndte vinproduktionen at komme rigtig i gang igen.
Siden 1980'erne har vinavlerne i Bordeaux investeret mange penge i teknik, der yderligere har udviklet vinene.

## Kendte vine fra Bordeaux
- Médoc
- Graves
- Entre-Deux-Mers
- Saint-Émilion
- Fronsac
- Bourg
- Blaye
- Pomerol
- Sauternes
- St. Croix du Mont
- Cadillac